# Bronius Radzevičius
Bronius Radzevičius (Radviliškis, 1940. december 24. – Vilnius, 1980. október 10.) az egyik legjelentősebb litván prózaíró. Őszintén és fájdalmasan feltárta a háború utáni generáció egzisztenciális holtpontját. Posztumusz megkapta a Litván Nemzeti Kulturális és Művészeti Díjat (1991).

## Élete
Az író gyermekkorát vidéken, faluban töltötte. Az édesanyját gyermekkorában, az apját pedig 18 éves korában elvesztette. 1960-ban végezte el a középiskolát majd beiratkozott a vilniusi egyetemre, ahol fizikát és matematikát tanult, de hamarosan abbahagyta a tanulmányait. Radzevičius ezután egy ideig gyárakban dolgozott esztergályosként. Később újra jelentkezett a Vilniusi Egyetemre, ahol litván nyelvet és irodalmat tanult, 1968-ban szerzett diplomát. Rövid ideig tanított, majd szerkesztőként dolgozott 1973-ig különféle újságoknál, 1973-tól pedig a Tudományos Módszertani Kulturális Központban.
1980. október 10-én Vilniusban hunyt el, öngyilkosságot követett el, Vyžuonosban temették el.

## Munkássága
Az első novelláival 1967-ben jelentkezett. A tragikus sorsú írónak életében két kötete jelent meg: az első könyve, a falusi tematikájú Hangok a csendből (1970) novellák gyűjteménye. A legfontosabb munkája a háború utáni partizánharcokat tárgyilagosan bemutató  Hajnali ösvények című kétrészes regénye, amelyet önéletrajz, egzisztencializmus és filozófia jellemez (1. kötet, 1979). Ez az első litván regény, amelyben a tudatosság áramlásának technikája rendkívül természetesnek és meggyőzőnek hangzik. Az író halála után az egész regény (1985. 1–2., Szerkesztette Juozas Aputis) kivételes pszichológiai hitelességgel alkotott művé vált, amely az alapvető problémák ontológiai mélységét kereste. 
Posztumusz gyűjteményei: a Link Debesijos (1984), a Fű a fagy alatt (1994) és az Esti nap (1996) tartalmazza az író novelláit – érett és befejezetlen műveket. Az író munkáját tovább bővítette felesége, Genės Radzevičienės könyve Az idő korábbi útjai (2000). 
Az író alkotásai a modern próza első áttörését jelentette a szovjet korszakban. Fájdalmasan feltárva a háború utáni generáció egzisztenciális patthelyzetét, találóan kifejezve az idő komor időszellemét és az emberek lelkének összetörését a totalitárius rendszerben. A litván irodalomban először jelenik meg egy ilyen bonyolult szellemi világ. A folyamatos elégedetlenség jellemzi önmagával és a környezetével szemben. Ez az „ideges irodalom”, a zárt, bebörtönzött tudat jelensége, egy tüneti, időszakos mentális vonás.

## Művei

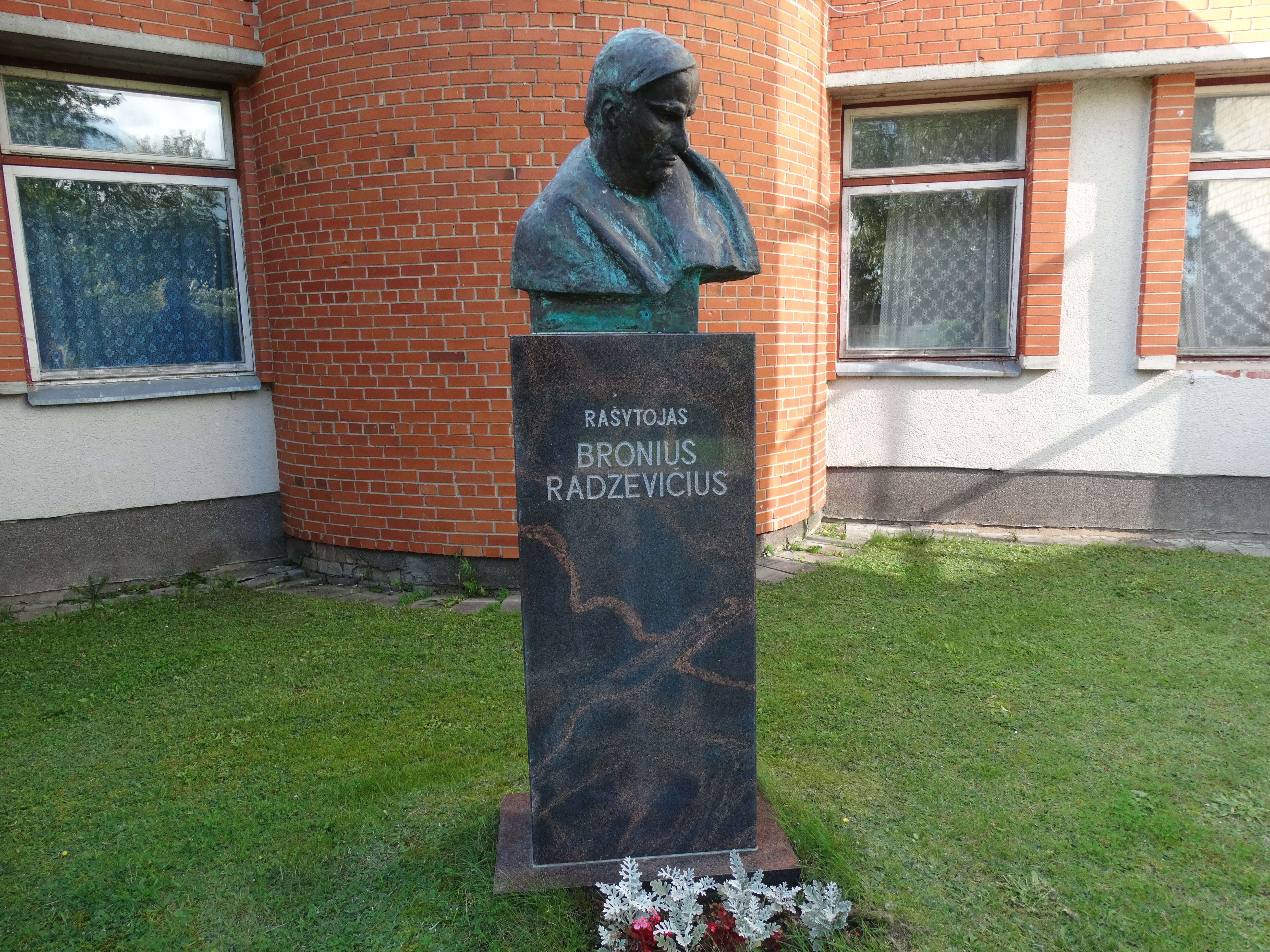
Emlékműve Vyžuonos városában

- Balsai iš tylos (1970) Hangok a csendből (novellák)
- Priešaušrio vieškeliai (1979) Hajnali ösvények (regény)
- Link debesijos (1984) A felhő felé (novellák)
- Raštai (1984–1985) Szentírás
- Žolė po šerkšnu (1994) Fű a fagy alatt (novellák)
- Vakaro saulė (1996) Esti nap (novellák)
- Proza (2006) Próza

## Fordítás
- Ez a szócikk részben vagy egészben  a   Bronius Radzevičius című litván Wikipédia-szócikk ezen változatának fordításán alapul.  Az eredeti cikk szerkesztőit annak laptörténete sorolja fel. Ez a jelzés csupán a megfogalmazás eredetét és a szerzői jogokat jelzi, nem szolgál a cikkben szereplő információk forrásmegjelöléseként.